# 2995 Таратута
2995 Таратута (2995 Taratuta) — астероїд головного поясу, відкритий 31 серпня 1978 року.
Тіссеранів параметр щодо Юпітера — 3,348.